# Neckarzimmern
Neckarzimmern es una población del distrito de Neckar-Odenwald, en el estado de Baden-Württemberg, en Alemania.
Posee una población de unos 1500 habitantes (2006).
El poblado es sumamente pintoresco, se encuentra sobre una ladera montañosa a la vera de un recodo del río Neckar. Una parte importante de la actividad comercial se centra en el turismo. Además de las bellezas paisajísticas, en la zona se encuentran las mayores fábricas de Alemania de soplado de vidrio, que pueden ser visitadas.
La principal atracción del poblado es el castillo de Hornberg. Este antiguo castillo se encuentra rodeado de prominentes viñedos, y aloja una bodega y un museo. También hay un monumento dedicado a los judíos alemanes que fueron deportados al campo de internamiento de Gurs (Francia) durante la Segunda Guerra Mundial.
Hay un túnel de yeso en Neckarzimmern desde principios del siglo XIX, cuyo yeso se extrajo de manera particularmente intensiva durante la Primera Guerra Mundial (hasta 500 vagones de ferrocarril al día), ya que el azufre, que es importante para la producción de municiones de guerra, fue extraído del yeso en el vecino Reichsschwefelwerk en Haßmersheim. El antiguo Steinbacher Mühle fue temporalmente una planta de turbinas para generar electricidad para el procesamiento de yeso. Durante la Segunda Guerra Mundial, la producción de cojinetes de bolas en Schweinfurt se mudó al túnel de yeso y la Bundeswehr lo ha estado utilizando desde 1958.